# Selección femenina de squash de Escocia
La selección femenina de squash de Escocia representa a Escocia en las competiciones internacionales de equipos de squash, y está regido por la Scottish Squash and Racketball.
Desde 1981, Escocia ha terminado en un cuarto lugar de la Copa Mundial de Squash por Equipos.

## Equipo actual
- Frania Gillen-Buchert
- Alex Clark
- Rosie Allen

## Participaciones

### Copa Mundial de Squash por Equipos
| Año   | Resultado        | Pos.         | G            | P            |
| ----- | ---------------- | ------------ | ------------ | ------------ |
| 1979  | No participó     | No participó | No participó | No participó |
| 1981  | Fase de grupos   | 4°           | 4            | 2            |
| 1983  | Fase de grupos   | 5°           | 2            | 3            |
| 1985  | Fase de grupos   | 6°           | 3            | 5            |
| 1987  | Fase de grupos   | 6°           | 5            | 3            |
| 1989  | Cuartos de final | 6°           | 2            | 4            |
| 1990  | Fase de grupos   | 11°          | 0            | 5            |
| 1992  | Cuartos de final | 8°           | 3            | 3            |
| 1994  | Fase de grupos   | 7°           | 2            | 4            |
| 1996  | Cuartos de final | 7°           | 4            | 2            |
| 1998  | Fase de grupos   | 12°          | 4            | 3            |
| 2000  | Ronda de 16      | 9°           | 5            | 2            |
| 2002  | Cuartos de final | 6°           | 4            | 3            |
| 2004  | Fase de grupos   | 14°          | 2            | 5            |
| 2006  | No participó     | No participó | No participó | No participó |
| 2010  | No participó     | No participó | No participó | No participó |
| 2012  | Fase de grupos   | 21°          | 2            | 4            |
| 2014  | No participó     | No participó | No participó | No participó |
| 2018  | No participó     | No participó | No participó | No participó |
| Total | 0 títulos        | 14/20        | 42           | 48           |